# São Félix de Minas (ort)
São Félix de Minas är en ort i Brasilien.   Den ligger i kommunen São Félix de Minas och delstaten Minas Gerais, i den sydöstra delen av landet, 700 km öster om huvudstaden Brasília. São Félix de Minas ligger 539 meter över havet och antalet invånare är 3 382.
Terrängen runt São Félix de Minas är huvudsakligen kuperad, men den allra närmaste omgivningen är platt. Runt São Félix de Minas är det glesbefolkat, med 18 invånare per kvadratkilometer.. Närmaste större samhälle är São José do Divino, 16,1 km nordost om São Félix de Minas.
Omgivningarna runt São Félix de Minas är huvudsakligen savann.